# Microdon aurivesta
Microdon aurivesta är en tvåvingeart som beskrevs av Hull 1950. Microdon aurivesta ingår i släktet myrblomflugor, och familjen blomflugor. Inga underarter finns listade i Catalogue of Life.